# NGC 5556
NGC 5556 é uma galáxia espiral barrada (SBcd) localizada na direcção da constelação de Hydra. Possui uma declinação de -29° 14' 29" e uma ascensão recta de 14 horas, 20 minutos e 34,0 segundos.
A galáxia NGC 5556 foi descoberta em 8 de Maio de 1834 por John Herschel.